# کنت بازیمور
کنت بازیمور (انگلیسی: Kent Bazemore؛ زادهٔ ۱ ژوئیهٔ ۱۹۸۹) بازیکن بسکتبال اهل ایالات متحده آمریکا است.
از باشگاه‌هایی که در آن بازی کرده‌است می‌توان به آتلانتا هاوکس، لس آنجلس لیکرز، و گلدن استیت واریرز اشاره کرد.